# Момент Мински

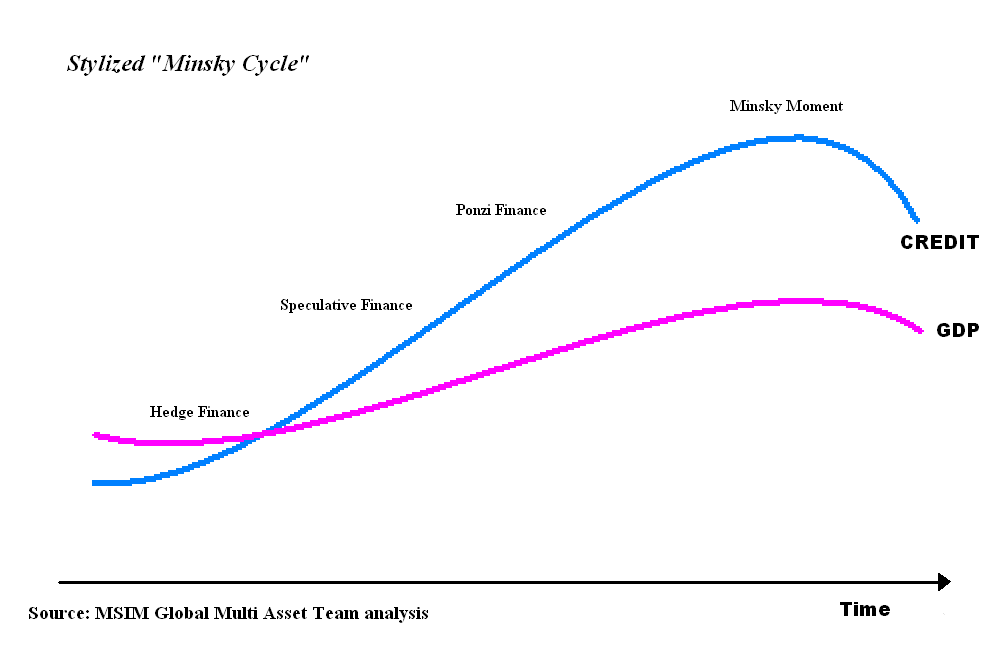
Фазы цикла по Мински

Момент Мински — момент начала быстрого падения стоимости финансовых активов в результате схлопывания пузыря, влекущего за собой окончание фазы роста в экономике. Момент Мински является поворотной точкой кредитного и экономического цикла от длительного подъема к быстрому спаду. Название отсылает к гипотезе финансовой нестабильности Хаймана Мински.

## История
Термин придуман управляющим директором инвестиционной компании PIMCO Полом МакКоли в 1998 году для описания событий во время азиатского и российского кризиса. Название отсылает к гипотезе финансовой нестабильности Хаймана Мински.
Теория Мински является посткейнсианской теорией, которая в середине XX века оппонировала основному течению в экономической теории — неоклассическо-кейнсианскому синтезу, или хиксианскому кейнсианству. В течение длительного времени она не получала признания, хотя ее использовал Чарльз Киндлберегер в своей книге, посвященной финансовым кризисам. Взгляды Мински стали популярными после мирового финансового кризиса 2008 года.

## Описание
Момент Мински является поворотной точкой кредитного и экономического цикла от длительного подъёма к быстрому спаду. Теория циклов Мински опирается на представления Кейнса о том, что поведением инвесторов руководят «животные инстинкты» — внезапные изменения настроения относительно перспектив экономики. По мнению Мински, среди инвесторов есть три основных группы:
- консервативно настроенные;
- умеренно агрессивные спекулянты, которые делают ставку на рост активов;
- агрессивные понци-игроки, которые готовы участвовать в раздувании пузыря на рынке.

Цикл начинается с низшей точки, в которой экономика оказалась в результате предыдущего цикла. После того, как экономика оказалась на дне, начинается длительный период экономического роста и оживления активности на финансовых рынках. В этот период инвесторы относятся к перспективам роста настороженно, так как помнят о последствиях сверхоптимизма, который привёл к предыдущему кризису. Доминируют консервативно настроенные инвесторы. По мере роста экономики растут цены на финансовые активы. Последствия предыдущего кризиса забываются и начинают преобладать оптимистичные спекулятивные настроения. Инвесторы активно используют финансовый рычаг, в результате чего накапливаются долги, а цены на активы отрываются от реальных темпов роста экономики. В точке наивысшего подъёма рынка наступает момент Мински, когда инвесторы осознают, что долги невозможно вернуть, а активы сильно переоценены. Попытка вернуть долги ведёт к волне распродаж и обвалу рынка. В результате всё заканчивается финансовым и экономическим кризисом.